# Wereldkampioenschappen boogschieten 1931
De Wereldkampioenschappen boogschieten 1931 was de eerste editie van de wereldkampioenschappen. Ze werden gehouden in het Poolse Lviv (in het hedendaagse Oekraïne) in augustus 1931. Er namen 21 boogschutters deel uit vier landen. De mannen en vrouwen namen deel in dezelfde competitie.
Na de wedstrijd werd op 4 september de Fédération Internationale de Tir à l'Arc (FITA) formeel opgericht door de vier landen die vertegenwoordigers naar de kampioenschappen stuurden (Zweden, Tsjecho-Slowakije, Frankrijk en Polen), samen met vertegenwoordigers van de Verenigde Staten, Hongarije en Italië.

## Medaillewinnaars
| M/V | Onderdeel   | Goud                                          | Zilver                                      | Brons                                           |
| M/V | Individueel | Michał Sawicki                                | Janina Kurkowska                            | René Allexandre                                 |
| M/V | Team        | René Allexandre Gaston Quentin Gaston Ducatel | Michal Sawicki Jan Choina Zbigniew Kosiński | Janina Kurkowska Maria Krolówna Irena Stefańska |

| Rang   | Land      | Goud | Zilver | Brons | Totaal |
| ------ | --------- | ---- | ------ | ----- | ------ |
| 1      | Polen     | 1    | 2      | 1     | 4      |
| 2      | Frankrijk | 1    | 0      | 1     | 2      |
| Totaal | Totaal    | 2    | 2      | 2     | 6      |

## Resultaten
| Rang | Atleet                 | 30m | 40m | 50m | Totaal |
| ---- | ---------------------- | --- | --- | --- | ------ |
| 1    | Michał Sawicki         | 82  | 176 | 220 | 478    |
| 2    | Janina Kurkowska       | 67  | 160 | 240 | 467    |
| 3    | René Allexandre        | 51  | 162 | 242 | 455    |
| 4    | Emil Heilbron          | 90  | 148 | 196 | 434    |
| 5    | Gaston Quentin         | 66  | 148 | 206 | 420    |
| 6    | Gaston Ducatel         | 54  | 138 | 210 | 402    |
| 7    | Irena Stefańska        | 72  | 137 | 182 | 391    |
| 8    | Jan Choina             | 54  | 149 | 182 | 385    |
| 9    | Zygmunt Piwowarski     | 52  | 145 | 188 | 385    |
| 10   | Zbigniew Kosiński      | 66  | 126 | 190 | 382    |
| 11   | Mirosław Teraszkiewicz | 49  | 134 | 198 | 381    |
| 12   | Paul Demare            | 57  | 119 | 177 | 353    |
| 13   | Stanisława Sikorówna   | 55  | 136 | 135 | 326    |
| 14   | Irena Komańska         | 49  | 112 | 162 | 323    |
| 15   | Maria Krolówna         | 64  | 103 | 138 | 305    |
| 16   | Kazimierz Sokołowski   | 42  | 106 | 140 | 288    |
| 17   | Maria Kościeszanka     | 35  | 96  | 118 | 249    |
| 18   | Jan Hörn               | 50  | 115 | 67  | 232    |
| 19   | Maria Trajdosówna      | 24  | 48  | 97  | 169    |
| 20   | Jaroslay Fiala         | 22  | 80  | 48  | 150    |
| 21   | Berta Laskova          | 31  | 22  | 57  | 110    |

| Rang | Team                                                            | 30m          | 40m             | 50m             | Totaal           |
| ---- | --------------------------------------------------------------- | ------------ | --------------- | --------------- | ---------------- |
| 1    | Frankrijk René Allexandre Gaston Quentin Gaston Ducatel         | 51 66 54 171 | 162 148 138 448 | 242 206 210 658 | 455 420 402 1277 |
| 2    | Polen (mannen) Michał Sawicki Jan Choina Zbigniew Kosinski      | 82 54 62 202 | 176 149 126 451 | 220 182 190 592 | 478 385 382 1245 |
| 3    | Polen (vrouwen) Janina Kurkowska Maria Krolówna Irena Stefańska | 67 72 64 203 | 160 137 103 400 | 240 182 138 560 | 467 391 305 1163 |

1931 ·
1932 ·
1933 ·
1934 ·
1935 ·
1936 ·
1937 ·
1938 ·
1939 ·
1946 ·
1947 ·
1948 ·
1949 ·
1950 ·
1952 ·
1953 ·
1955 ·
1957 ·
1958 ·
1959 ·
1961 ·
1963 ·
1965 ·
1967 ·
1969 ·
1971 ·
1973 ·
1975 ·
1977 ·
1979 ·
1981 ·
1983 ·
1985 ·
1987 ·
1989 ·
1991 ·
1993 ·
1995 ·
1997 ·
1999 ·
2001 ·
2003 ·
2005 ·
2007 ·
2009 ·
2011 ·
2013 ·
2015 ·
2017 ·
2019 ·
2021 ·
2023 ·